# La supplica
La supplica (Georgiano: ვედრება, trasl. Vedreba; Russo: Мольба, trasl. Molba) è un film del 1967 diretto da Tengiz Abuladze.
Pellicola sovietica ispirata ai versi del poeta nazionale georgiano Vazha-Pshavela, in particolare alle opere Aluda Ketelauri e L'ospite e l'Ospite. Il film apre la trilogia che inaugura la maturità artistica del regista georgiano Tengiz Abuladze; seguito da L'albero dei desideri (1977) e Pentimento (1984).

## Trama
Un viandante supplica Dio di poter vivere in un perpetuo stato di fervore spirituale, che mai lo esima da un'autentica e profonda ricerca della giustizia: solo in questo, in un tentativo di autodeterminarsi, può infatti risiedere, per l'uomo, una possibile libertà. Libertà che Aluda, un guerriero cristiano, e Jokola, un cacciatore musulmano, anelano e rivendicano: l'uno rifiutandosi, in contrasto con le tradizioni del proprio popolo, di mozzare la mano ad un valoroso nemico sconfitto; l'altro accogliendo Zviadauri, guerriero nemico, nella propria casa. In seno alle rispettive comunità, queste due azioni provocheranno la riprovazione e la violenta reazione della maggioranza, che unicamente nella tradizione ha la propria guida e ragione di vita, e soltanto abbandonandosi ad un'identità collettiva dagli incrollabili e incontestabili principi è capace di vivere.